# Argentine (Savoie)
Argentine település Franciaországban, Savoie megyében. Lakosainak száma 952 fő (2022. január 1.). Argentine Épierre, Montsapey, La Léchère, Saint-Alban-d'Hurtières, Saint-Georges-d'Hurtières, Saint-Pierre-de-Belleville és Val-d’Arc községekkel határos.

## Népesség
A település népességének változása:
| Lakosok száma | 937  | 954  | 965  | 954  | 954  | 955  | 951  | 951  | 952  |
|               | 2013 | 2015 | 2016 | 2017 | 2018 | 2019 | 2020 | 2021 | 2022 |